# 思皇后 (金德帝)
思皇后（？—？），金德帝完顏烏魯妻。
思皇后事跡不詳，不知何氏。只知她生二子：兒子金安帝完颜跋海及輩魯。天會十五年（1137年），金熙宗追上諡號為思皇后。

## 延伸阅读
[在维基数据编辑]
 《金史·卷63》，出自脱脱《遼史》